# Rodacher Straße 2 (Kronach)

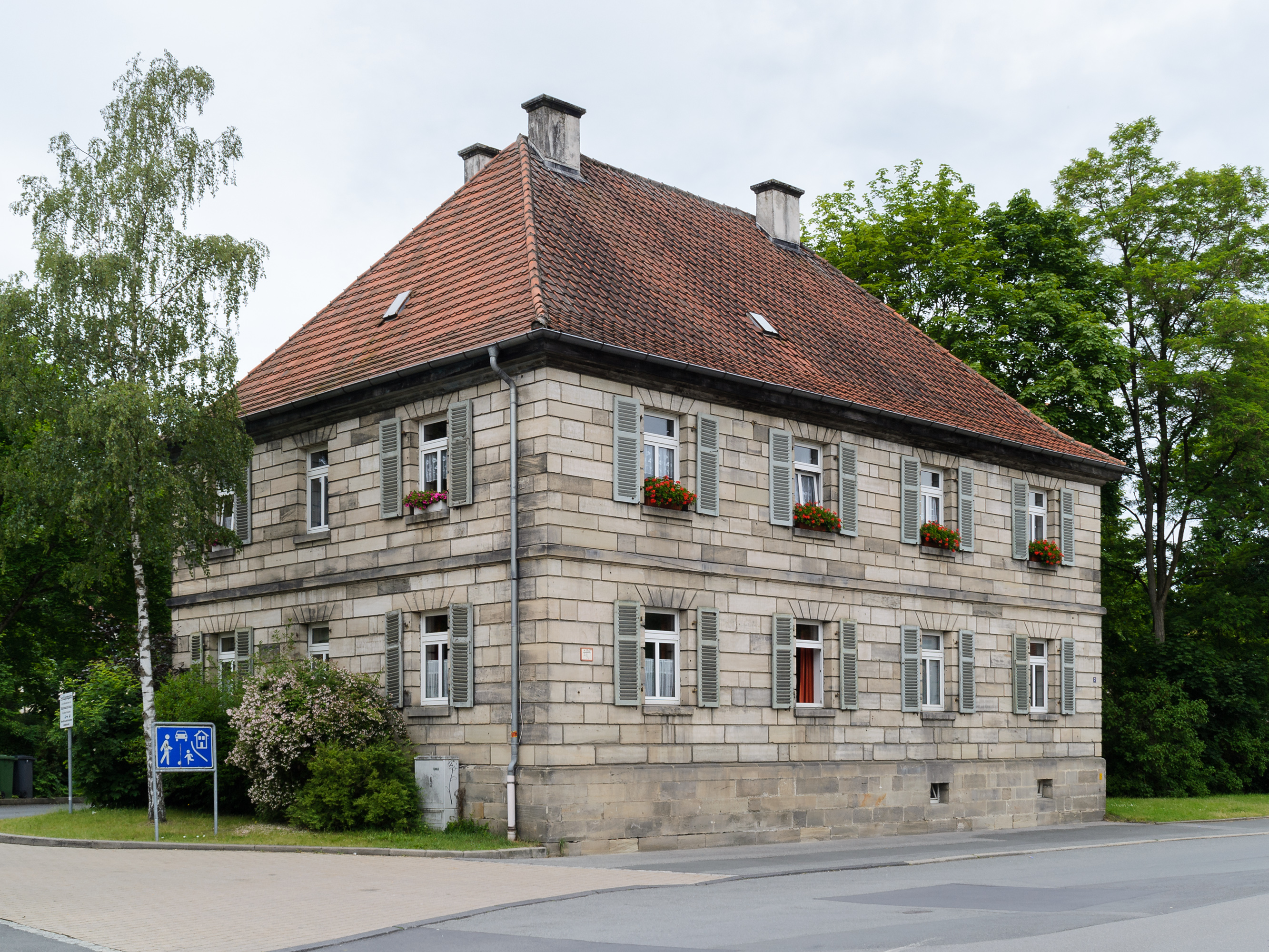
Straßenfront des Gebäudes

Das Gebäude Rodacher Straße 2 ist ein unter Denkmalschutz stehendes Bauwerk in der oberfränkischen Stadt Kronach.

## Geschichte
Der zweigeschossige Sandsteinquaderbau mit Walmdach wurde 1844 ursprünglich als königliches Forstamt der Stadt Kronach errichtet. Das Gebäude stand damals an der Südseite des Bahnhofsplatzes, wo sich heute der Ostflügel des Postamts befindet. Es wurde anlässlich des Baus des Postgebäudes im Jahr 1925 abgetragen und an seinem heutigen Standort im Garten der ehemaligen Realschule, auf rund die Hälfte seiner ursprünglichen Grundfläche verkleinert, neu errichtet. Das Gebäude dient heute als Wohnhaus.